# 利津县
利津县位于山东省北部，隶属于东营市。东隔黄河与垦利县、东营区、博兴县相望，北邻河口区，西接滨州市、沾化县。县境呈西南-东北向，南北长102.5公里，东西宽8.5-25公里，总面积1665.6平方公里。縣人民政府駐利津街道利一路98號。
利津县海岸线长达59公里，潮间带38万亩，滩涂宽阔，由于地处黄河入海口，海水中有机质多，鱼、虾、蟹、贝类资源丰富，素有“百鱼之乡”、“黄金海岸”和“东方对虾故乡”之美称。境内的国家级自然保护区生活着丹顶鹤、白天鹅等珍禽，生长着数百种野生植物，以其新、野、奇的旅游特色，吸引了众多国内外游客。

## 历史沿革
早在周秦时代县境西南部是古陆地，属齐国、齐郡。汉代属千乘郡漯沃县、蓼城县地。东汉以后，黄河来利津域地入海，随着黄河三角洲的形成和发展，利津域地不断向渤海湾延伸扩大，隋代建永利镇（在今利津城河东岸），属渤海郡浦台县。唐宋属渤海县永利镇。金明昌三年十二月（公元1193年1月）升永利镇为利津县，因邑内有“永利”“东津”两地而得名，属山东东路滨州。元明时代属山东济南府滨州。清代、民国时期属山东武定府 （今惠民县城）。1936年属山东省第五专署。1944年8月被解放军占领，隶属山东省行政委员会渤海区四专署、垦利专署 。中华人民共和国成立后属惠民专署。1958年11月，并入沾化县，属山东省淄博专署。1961年10月恢復利津县建制，仍属惠民专署。1983年10月15日利津县划属东营市管辖。县政驻地利津镇，居县境南部。建城已有800多年历史。为全县主要物资集散地和政治文化中心。

## 人口
截至2022年末，利津县常住人口23.99万人，比上年末增加0.15万人。常住人口城镇化率40.64%，比上年提高0.54个百分点。
根据第七次全国人口普查结果，现将2020年11月1日零时全县：常住人口为238189人。全县共有家庭户[3]91723户，集体户1499户，家庭户人口为231736人，集体户人口为6453人。平均每个家庭户的人口为2.53人。

## 行政区划
利津县下辖2个街道办事处、4个镇、2个乡：
利津街道、凤凰城街道、北宋镇、盐窝镇、陈庄镇、汀罗镇、明集乡、刁口乡和利津县经济开发区。

## 自然地理
利津县地处温带季风气候区，属暧温带半湿润季风气候，虽临渤海，但大陆性气候强。全年气候温和，光照充足，四季分明。冬春干旱，夏季多雨，晚秋偏旱的特征明显。利津地处胜利油田腹地，地下油气资源富积，境内已打油气井3300多口，是胜利油田的主要产区之一。土地资源广阔，可利用土地180多万亩，耕地面积80多万亩，还有近百万亩土地有待于开发利用。全县有天然草场和人工草场40多万亩，为发展畜牧业提供了优越条件。